# Willy Eisenschitz
Pour les articles homonymes, voir Eisenschitz.
Willy Eisenschitz, né le 27 octobre 1889 et mort le 8 juillet 1974, peintre français d'origine juive autrichienne, a surtout représenté les paysages de Provence, et de la Drôme en particulier. Ses œuvres sont présentées dans une dizaine de musées européens, et font l'objet de cinq expositions rétrospectives de 1957 à 2006.

## Biographie
Né le 27 octobre 1889 à Vienne (Autriche), fils d'un avocat, Willy Eisenschitz s'oppose à la volonté de son père et suit à partir de 1911 les cours de l'Académie des beaux-arts de Vienne. 
Il rejoint Paris en 1912 et s'y marie en 1913 avec Claire Bertrand, elle aussi peintre, fille du géologue Marcel Bertrand.
Arrêté en 1914 comme sujet autrichien, il est détenu dans un camp d'internement. Ses enfants Evelyn et David naissent dans le camp. En 1917, il attrape la tuberculose ; pour raisons de santé, il est autorisé à quitter la France pour la Suisse où il fera plusieurs séjours dans des centres.
Après la guerre, Willy Eisenschitz découvre la lumière du Midi lors d'un voyage en 1921-1922 en Provence, sur la Côte d'azur et sur la Riviera italienne. En 1923 il fait une rechute de tuberculose.
Il s'installe en 1927 avec sa famille dans la propriété des Minimes à La Valette-du-Var. Il peint alors beaucoup de paysages de la région et y participe à la vie culturelle et artistique. Il expose aussi à Paris, dans les principaux Salons et dans plusieurs galeries. Il présente ainsi au Salon d'automne dont il est membre, en 1928, les toiles Paysage du Tessin et Là Zim. Les critiques artistiques notent dans ses œuvres l'influence de Paul Cézanne, de l'impressionnisme, du cubisme. Eisenschitz devient membre de la Société nationale des beaux-arts. 
À partir de 1931, des problèmes d'arthrite l'empêchant de continuer la peinture à l'huile, il se consacre à l'aquarelle. Il est naturalisé français en 1935. Il expose à Paris, Vienne, Londres, Lausanne, Honolulu, Toulon.
Willy Eisenschitz reçoit la médaille d'or à l'exposition universelle de 1937. L'année suivante, il voyage dans les îles britanniques.
En 1943, après avoir été inquiété par la police en raison de ses origines juives, il trouve refuge à Dieulefit, dans la Drôme, et y peint sous le pseudonyme Villiers. Son fils David est arrêté par les nazis en 1944.
Il réintègre les Minimes en 1945. En 1949 a lieu l'exposition « une famille de peintres » à la galerie Allard, avec des œuvres de Willy Eisenschitz, de Claire Bertrand, et de leur fille Evelyn Marc. L'État commence à lui acheter des œuvres en 1950. De 1951 à 1959, il effectue plusieurs voyages à Ibiza, en Languedoc, au Soudan. Il y prend de nombreux croquis et esquisses qu'il utilise ensuite en atelier, à l'aide de ses notes.  Il achète en 1959 une maison dans les Alpilles. La galerie Durand-Ruel, à Paris, et le musée de Toulon exposent ses œuvres. Il a par ailleurs illustré des livres de Jean Giono et de Aldous Huxley.
Claire Bertrand meurt en 1969. Il expose au Japon en 1972.
Willy Eisenschitz meurt à Paris le 8 juillet 1974.

## Dans les musées
Des œuvres de Willy Eisenschitz sont dans les musées suivants :
- Galerie Nationale du Jeu de Paume, à Paris
- British Museum, à Londres
- Musée du Belvédère, à Vienne
- Musée du Lentos, à Linz (Autriche)
- Musée de Grenoble
- Musée des beaux-arts, à Lyon
- Musée Cantini, à Marseille
- Musée de Valence
- Musée d'art de Toulon
- Musée Simon Segal à Aups (Var)

## Expositions

### Expositions rétrospectives
- 1957 : musée d'art de Toulon, rétrospective de 60 œuvres de 1926 à 1957.
- 1977 : musée d'art de Toulon, hommage à Claire Bertrand et Willy Eisenschitz.
- 1999 : exposition au musée du Lentos (Nouvelle Galerie) de Linz.
- 2001 : rétrospective Willy Eisenschitz au musée d'art de Toulon.
- 2006 (avril-mai) : exposition des peintures, aquarelles et dessins de Willy Eisenschitz et Victor Bourgeois, au centre d'art Raymond du Puy, à Poët-Laval (Drôme).

### Expositions collectives
- mai 1984 : Dixième anniversaire de la Galerie du Cercle (Denise Douchez) - Yves Alix, Willy Eisenschitz, Jean Even, Raymonde Heudebert, Galerie du Cercle, Paris[2].